# Fairy Point
Der Fairy Point ist eine Tussock bewachsene und mit Felsen durchsetzte Landspitze im Westen von Bird Island vor dem nordwestlichen Ende Südgeorgiens im Südatlantik. Sie liegt trennt den Payne Creek im Norden vom Prince Creek im Süden.
Das UK Antarctic Place-Names Committee benannte die Landspitze 1982 nach dem am Prince Creek brütenden Feensturmvogel (englisch Fairy prion).